# Fetlar
Fetlar (skotsk: Fetlar) er en af North Isles på Shetlandsøerne, Skotland, og den har normalt et befolkningstal på 61 ifølge en folketælling fra 2011. Den primære bosættelse på øen er Houbie på sydkysten, hvor Fetlar Interpretive Centre ligger. Andre bosættelser inkluderer Aith, Funzie, Herra og  Tresta. Fetlar er den fjerdestørste af Shetlandsøerne, og har et areal på lige over 4.000 hektar.